# Cosmotoma fasciata
Cosmotoma fasciata là một loài bọ cánh cứng trong họ Cerambycidae.